# Rugby Europe Championship 2022
El Rugby Europe Championship de 2022 fue la sexta edición bajo el nuevo formato del segundo torneo de rugby más importante de Europa después del Torneo de las Seis Naciones.
El torneo formó parte junto a la edición 2021 de la clasificación europea a la Copa Mundial de Rugby de 2023, otorgando dos plazas directas y un cupo al repechaje mundial.

## Clasificación
| Pos. | País         | Partidos | Partidos | Partidos  | Partidos | Anotación | Anotación | Anotación  | Puntos Bonus | Puntos |
| Pos. | País         | Jugados  | Ganados  | Empatados | Perdidos | A favor   | En contra | Diferencia | Puntos Bonus | Puntos |
| ---- | ------------ | -------- | -------- | --------- | -------- | --------- | --------- | ---------- | ------------ | ------ |
| 1    | Georgia      | 5        | 4        | 1         | 0        | 172       | 73        | +99        | 2            | 20     |
| 2    | España       | 5        | 4        | 0         | 1        | 170       | 135       | +35        | 1            | 17     |
| 3    | Rumania      | 5        | 3        | 0         | 2        | 153       | 128       | +25        | 2            | 14     |
| 4    | Portugal     | 5        | 2        | 1         | 2        | 139       | 98        | +41        | 2            | 12     |
| 5    | Países Bajos | 5        | 1        | 0         | 4        | 25        | 212       | -187       | 0            | 4      |
| 6    | Rusia        | 5        | 0        | 0         | 5        | 62        | 75        | -13        | 1            | 1      |

Nota: Se otorgan 4 puntos por victoria, 2 por empate y 0 por derrota.
Puntos Bonus: 1 punto por convertir, al menos, 3 ensayos más que el rival en un partido (BO) y 1 al equipo que pierda por 7 o menos puntos de diferencia (BD). *También 1 punto bonus por Grand Slam.

## Partidos

### Jornada 1
| 5 de febrero | Rumania | 34 - 25 | Rusia | Stadionul Arcul de Triumf, Bucarest |  |
|              |         | Reporte |       |                                     |  |

| 5 de febrero | España | 43 - 0  | Países Bajos | Estadio Nacional Complutense, Madrid |  |
|              |        | Reporte |              |                                      |  |

| 6 de febrero | Georgia | 25 - 25 | Portugal | Mikheil Meskhi Stadium, Tbilisi |  |
|              |         | Reporte |          |                                 |  |

### Jornada 2
| 12 de febrero | Rusia | 37 - 41 | España | Slava Metreveli Central Stadium, Sochi |  |
|               |       | Reporte |        |                                        |  |

| 12 de febrero | Países Bajos | 10 - 74 | Georgia | NRCA Stadium, Ámsterdam |  |
|               |              | Reporte |         |                         |  |

| 12 de febrero | Rumania | 37 - 27 | Portugal | Stadionul Arcul de Triumf, Bucarest |  |
|               |         | Reporte |          |                                     |  |

### Jornada 3
| 26 de febrero | Portugal | 59 - 3  | Países Bajos | Complexo Desportivo Caldas da Rainha, Caldas da Rainha |  |
|               |          | Reporte |              |                                                        |  |

| 27 de febrero | España | 38 - 21 | Rumania | Estadio Nacional Complutense, Madrid |  |
|               |        | Reporte |         |                                      |  |

| 27 de febrero | Georgia | Cancelado | Rusia |  |  |
|               |         | Reporte   |       |  |  |

### Jornada 4
| 12 de marzo | Rumania | 23 - 26 | Georgia | Stadionul Arcul de Triumf, Bucarest |  |
|             |         | Reporte |         |                                     |  |

| 12 de marzo | España | 33 - 28 | Portugal | Estadio Nacional Complutense, Madrid |  |
|             |        | Reporte |          |                                      |  |

| 12 de marzo | Rusia | Cancelado | Países Bajos |  |  |
|             |       | Reporte   |              |  |  |

### Jornada 5
| 19 de marzo | Países Bajos | 12 - 38 | Rumania | NRCA Stadium, Ámsterdam |  |
|             |              | Reporte |         |                         |  |

| 19 de marzo | Portugal | Cancelado | Rusia |  |  |
|             |          | Reporte   |       |  |  |

| 20 de marzo | Georgia | 49 - 15 | España | Estadio Borís Paichadze, Tbilisi |  |
|             |         | Reporte |        |                                  |  |